# Будинок дитини
Будинок дитини, дитячий будинок або сиротинець — державний заклад для виховання дітей-сиріт дітей залишених батьками, дітей одиноких матерів або батьків, позбавлених батьківських прав, дітей з вадами розумового і фізичного розвитку; дітей, які за рішенням судових органів відібрані у батьків, без позбавлення останніх батьківських прав; дітей батьків, визнаних у судовому порядку безвісти відсутніми, недієздатними; а також дітей, батьки яких не мають можливості їх виховувати (за станом здоров'я; у зв'язку з тривалим від'їздом, відбуванням покарання, перебуванням під вартою; в період слідства; у зв'язку з тяжкими матеріально-побутовими умовами та інше).

## Підпорядкування
Будинки дитини знаходяться у віданні органів охорони здоров'я, в них виховуються діти від народження до трирічного віку, а діти з дефектами розумового і фізичного розвитку — до чотирирічного. Для ослаблених дітей, інфікованих туберкульозом, дітей з ураженням центральної нервової системи, органів слуху, мови та іншими захворюваннями створено спеціалізовані будинки дитини.

## Основні напрямки
Будинком дитини керує головний лікар, догляд за дітьми здійснюється лікарями, медичними сестрами та нянями. В будинках дитини передбачені посади лікарів-педіатрів, логопедів, дефектологів тощо. Огляд дітей проводять фахівці територіальної дитячої поліклініки або амбулаторії. Діти в будинках дитини перебувають безкоштовно. Діти з будинку дитини можуть при бажанні батьків бути повернуті у родини, передані на усиновлення (удочеріння), під опіку та піклування, або після закінчення терміну перебування діти переводяться до дитячих будинків.

## Будинки дитини в Україні
В Україні діяльність будинків дитини регулює «Типове положення про будинок дитини» затверджене Міністерством охорони здоров'я України.
Відповідно до цього положення, будинок дитини є комунальним закладом охорони здоров'я для медико-соціального захисту дітей-сиріт, дітей, які залишились без піклування батьків, а також дітей з вадами фізичного та розумового розвитку.
Вони поділяються на будинки дитини загального типу та спеціалізовані будинки дитини. Загального типу — для медико-соціального захисту здорових дітей-сиріт, а також дітей із затримкою розумового та фізичного розвитку внаслідок несприятливих умов виховання. Спеціалізований будинок дитини — для дітей з вадами фізичного та розумового розвитку, включаючи дітей з дитячим церебральним паралічем; з порушенням функції опорно-рухового апарату; з порушенням слуху та мови; з порушенням зору (сліпі, слабозорі); тубінфікованих, хворих з малими та згасаючими формами туберкульозу, ВІЛ-інфікованих.

## Сучасний стан будинків дитини в Україні
Експертами українського представництва благодійної організації «Надія і житло для дітей» та представництва Дитячого Фонду ООН в Україні (ЮНІСЕФ) було проведено комплексне дослідження потреб дитини і стану вихованців українських будинків дитини Метою дослідження була також прогнозування здатності дитини до життя в сім'ї, що візьме її на виховання.

## Проблеми
Дослідження показали, що відсутність чи недостатність батьківської підтримки у ранньому віці може призводити до вираженого порушення психічного і фізичного розвитку дитини. В українських будинках дитини характерною є перевантаженість груп (у групі може бути до 30 дітей). Тому працівники будинку орієнтовані лише на фізіологічний догляд, і в них нема можливості приділити достатню увагу психічному розвитку дитини. Дослідження особливостей розвитку дітей раннього віку, що виховуються у будинку дитини, виявило затримку у формуванні навичок в різних сферах у 100 % обстежених. Відставання у розвитку пов'язане з наслідками психічної депривації, порушеннями органічного і генетичного характеру. Для дітей будинку дитини характерними є порушення сну, знижена вага і непропорційний фізичний розвиток (діти не набирають вагу перш за все з психологічних причин, а не через недостатнє годування чи інфекції), затримка розвитку зорових і слухових диференціацій, навичок дій з предметами, на тлі загальної затримки рухового розвитку спостерігається відставання у розвитку пасивного і активного мовлення. За висновками експертів існує висока ймовірність того, що в умовах сімейного виховання подібна нерівномірність розвитку зникне.